# Schweizer Schule Mailand
Die Schweizer Schule Mailand (italienisch: Scuola svizzera di Milano, französisch: École suisse de Milan, rätoromanisch Scola Svizra Milaun, SSM) ist eine deutschsprachige Privatschule und schweizerische Auslandsschule in Mailand, Italien.

## Geschichte
1861 wurde die Internationale Schule Protestantischer Familien gegründet, mit den Zielen eine deutschsprachige Bildungsmöglichkeit in Mailand anzubieten, sowie für die nicht-katholischen Schüler eine konfessionslose Alternative zum damals noch überwiegend katholisch geprägten Bildungssystem, das der neue italienische Nationalstaat von Österreich geerbt hatte. Bis zum Ausbruch des Ersten Weltkrieges wurde die Schule, die in erster Linie von schweizerischen und reichsdeutschen Studenten besucht wurde, von keinem ausländischen Staat unterstützt.
Erst 1919, nachdem die meisten deutschen Staatsbürger Italien aus Kriegsgründen verlassen mussten, wurde die in Schwierigkeiten geratene internationale Schule von der Schweizerischen Eidgenossenschaft als Auslandsschule gefördert und in Schweizer Schule Mailand umbenannt.
Deutsch blieb als Lehr- und Arbeitssprache bestehen, der Anteil deutschsprachiger Schüler nahm jedoch drastisch ab. Dies ist einerseits auf die Übernahme der italienischen Sprache durch die neuen Generationen der schweizerischen Familien in Mailand zurückzuführen, anderseits durch die Aufnahme einer zunehmenden Anzahl von nicht-schweizerischen – meist italienischen – Schülern. Heutzutage sind die Schüler der Schweizer Schule Mailand in großer Mehrheit italienischsprachig, der Unterricht wird jedoch in der Regel von deutschsprachigen Lehrkräften und in deutscher Sprache gehalten. Heute bietet die Schule ein vollständiges Bildungsangebot vom Kindergarten bis zur Maturität.
Seit dem 1. September 2024 wird die Schweizer Schule Mailand, die auf eine 105-jährige Geschichte als Schweizer Schule zurückblicken kann, in einer neuen Trägerschaft als Schweizer Schule Rahn Education Mailand, als offiziell anerkannte Schweizer Schule im Ausland fortgeführt. Der Lehrplan 21 der Schweiz ist weiterhin Bestandteil der schulischen Ausbildung, welche mit der Schweizer Matura abgeschlossen werden kann. Die pädagogisch didaktische Aufsicht obliegt den Patronatskantonen Graubünden und Tessin. Mehrsprachigkeit sowie Internationalität stehen im Zentrum der Schulbildung. Die Schule wird den Austausch mit dem Netzwerk der Schweizer Schulen in Italien und weltweit intensivieren. Zudem wird die Schweizer Schule Rahn Education Mailand eng eingebunden in das internationale Netzwerk der Rahn Education Einrichtungen in Deutschland, Italien, Polen und Ägypten sein. Gemeinsam mit der Schule startete auf dem Campus auch die internationale Kita Anfang September 2024 unter neuer Trägerschaft.

## Unterrichtssprachen
- Deutsch
- Italienisch ab der 1. Jahrgangsstufe
- Englisch ab der 5. Jahrgangsstufe
- Französisch ab der 7. Jahrgangsstufe
- Latein ab der 8. Jahrgangsstufe
- Spanisch (fakultativ) ab der 9. Jahrgangsstufe
- Griechisch (fakultativ) ab der 11. Jahrgangsstufe

## Statistik

### Lehrkräfte
- Lehrkräfte: 40

### Schüler
- Schüler insgesamt: 375
- Schweizer Schüler: 151
- Ausländische Schüler: 224

## Verwaltung
Als eidgenössisch anerkannte Auslandsschule untersteht die Schweizer Schule Mailand der Aufsicht des Bundes, vertreten durch das schweizerische Generalkonsulat in Mailand, und wird teilweise durch den Bund finanziert.
Die Schule folgt die Lehrpläne der schweizerischen Erziehungsdirektorenkonferenz und des Kantons Graubünden in adaptierter Form und integriert die Richtlinien des italienischen Bildungsministeriums.
Schulträger ist der Schweizer Schulverein Mailand, ein allgemeinnütziger Verein; Ordentliche Mitglieder sind die Eltern mit Schweizer Bürgerrecht, und sonstige freiwillige Mitglieder mit schweizerischer Staatsangehörigkeit sowie Spenderfirmen.

### Schulrat
Der Schulverein wird von einem neunköpfigen, durch die Mitgliederversammlung gewählten, Schulrat verwaltet.
Das Gremium ist für die finanzielle Steuerung der Schule, die Beziehungen mit der Schulleitung und dem Personal, den Unterhalt des Schulhauses und die Beziehungen mit den Behörden zuständig. Die Ressorts werden in der Regel unter den Schulräten verteilt. An den Sitzungen des Schulrates nehmen ebenfalls der schweizerische Generalkonsul, die Schulleiterin und ein Personalvertreter teil.

### Schulleitung
Die Schulleiterin wird durch den Schulrat ernannt und ist für die pädagogische Leitung sowie für die Beziehungen mit den Lehrkräften und den Familien zuständig.